# Geelong Venom
Geelong Venom is een Australische basketbalclub voor dames uit Geelong, Victoria actief in de Women's National Basketball League, de hoogste Australische damesbasketbalcompetitie.
Het team werd opgericht in 1984 als Bulleen Boomers. In 2013 wordt de naam Melbourne Boomers. In 2024 veranderd de naam in Geelong United. In 2025 krijgt het team haar huidige naam Geelong Venom. Het team was kampioen van de Women's National Basketball League na winst in de Grand Final in 2011 en 2022.

## Bekende (oud-)spelers
- Rebecca Allen
- - Liz Cambage
- Emma Randall
- Michele Timms
- Jenny Whittle
- Diana Jaropolova
- Lindsay Allen